# L'avventura del nobile scapolo
L'avventura del nobile scapolo (The Adventure of the Noble Bachelor) è un racconto giallo del 1892, il decimo dei 56 che vedono protagonista Sherlock Holmes scritti dall'autore britannico Arthur Conan Doyle. La storia fu pubblicata originariamente nel 1892 nel numero di aprile della rivista The Strand Magazine e fu la decima ad essere inclusa alla raccolta Le avventure di Sherlock Holmes.

## Trama
L'intera storia ruota attorno alla scomparsa di Hatty, sposa di Lord St. Simon, il giorno del loro matrimonio. La donna partecipa alle nozze, ma scompare misteriosamente durante il pranzo.
Il nobiluomo spiega a Holmes di essere alquanto sconcertato dagli eventi poiché credeva che la sposa, Hatty Doran, originaria di San Francisco, fosse entusiasta quanto lui per l'imminente matrimonio. St. Simon spiega a Holmes di aver notato un cambiamento nell'umore della donna subito dopo la cerimonia nuziale: ricorda infatti di averla trovata stranamente brusca con lui. L'unico, seppur minimo, dettaglio interessante è che durante la cerimonia alla sposa cadde il bouquet, raccolto dopo qualche istante da un signore seduto in prima fila.
In seguito gli sposi si recarono a casa del padre di Hatty per la colazione, quando all'improvviso Flora Millar, vecchia conoscenza di St. Simon, irruppe nella casa dichiarando di avere dei diritti nei suoi confronti. Successivamente, St. Simon vide la moglie parlare sommessamente con la cameriera, pronunciando le misteriose parole "usurpazione di diritti" e ritirandosi poi nella sua stanza. Poco tempo dopo, gli altri si accorsero che la sposa era scomparsa e dei testimoni dichiararono di averla vista in compagnia di qualcuno a Hyde Park. Inoltre, Lestrade informa Holmes di aver dragato la Serpentina, seppur senza successo, dopo aver rinvenuto sulla superficie una borsa contenente gli abiti della sposa.
Dopo aver ascoltato il racconto del suo cliente, Holmes spiega di aver già risolto il caso grazie alla sua esperienza con vicende simili, nonostante l'incredulità di Watson e Lestrade. Holmes riesce a rintracciare Hatty e l'uomo della prima fila, organizzando un incontro nel quale i due avranno modo di spiegare a St. Simon l'intera vicenda. Hatty e l'uomo misterioso, Francis H. Moulton, rivelano essere marito e moglie: i due si erano sposati tempo addietro in America, e Moulton aveva lasciato Hatty il giorno del loro matrimonio per cercare fortuna, promettendo di tornare da lei una volta ricco. Tuttavia, Hatty apprese dai giornali la notizia della morte di numerosi minatori in un'imboscata degli Apache, fra i quali figurava il nome di Francis. Credendolo morto, Hatty decise di sposare la sua nuova conoscenza, Lord St. Simon, nonostante il suo cuore continuasse ad appartenere all'uomo che amava. Tuttavia, Francis fu soltanto tenuto prigioniero dagli Apache, dai quali riuscì a scappare per trovare nuovamente Hatty. Giunto in chiesa, lei lo riconobbe subito, e per evitare una scenata all'altare Francis decise di lasciarle un biglietto con su scritto di incontrarlo più tardi, inserendolo nel bouquet che la sposa aveva volontariamente lasciato cadere. Hatty avrebbe voluto in seguito fuggire senza dir niente a nessuno, ma grazie all'intervento di Holmes viene convinta a rivelare la verità a Lord St. Simon, il quale a sua volta non accetta le sue scuse e, offeso, se ne va.

## Imprecisioni
La descrizione data da Conan Doyle della ferita di Watson non è coerente con quanto scritto in Uno studio in rosso: nel romanzo, Watson dice di essere stato colpito da un proiettile alla spalla, il quale gli avrebbe sfiorato la succlavia, mentre in questa storia la ferita è localizzata alla gamba.
Inoltre, Lady Saint Simon non è il nome corretto per la moglie di un secondogenito, poiché secondo la tradizione avrebbe dovuto chiamarsi Lady Robert.

## Adattamenti
- La storia è stata adattata nel 1991 per BBC Radio 4, nell'ambito di un adattamento radiofonico di tutto il canone holmesiano con protagonisti Clive Merrison e Michael Williams.[1]
- L'episodio Il Nobile Scapolo della serie televisiva Le avventure di Sherlock Holmes (1984) è liberamente ispirato alla storia, nonostante includa elementi presi da altri racconti.